# لواء القدس
لواء القدس (انگلیسی: Liwa al-Quds) (به معنی تیپ بیت‌المقدس) یا تیپ القدس یک گروه شبه‌نظامی عمدتاً سوری-فلسطینی و یک تیپ از نیروی زمینی سوریه بود که به عنوان بخشی از نیروهای طرفدار دولت سوریه در جنگ داخلی سوریه فعالیت می‌کرد. این یگان در سال ۲۰۰۳ تأسیس شد.
در سال ۲۰۱۹، این گروه به بخشی از سپاه پنجم تهاجمی ارتش سوریه تبدیل شد. لواء القدس در سال ۲۰۱۳ توسط محمد السعید تشکیل شد. جنگجویانی که خود را "فدائیان ارتش عرب سوریه" می‌نامیدند و در حلب و درعا فعال بودند. این گروه شبه‌نظامی متشکل از پناهندگان فلسطینی از اردوگاه نیرب و اردوگاه عین التل و همچنین شورشیان آشتی کرده تشکیل می‌شد. تیپ القدس در سال ۲۰۲۴ منحل شد.